# Marpissa mystacina
Marpissa mystacina là một loài nhện trong họ Salticidae.
Loài này thuộc chi Marpissa. Marpissa mystacina được Władysław Taczanowski miêu tả năm 1878.